# بایلیویل (کانزاس)

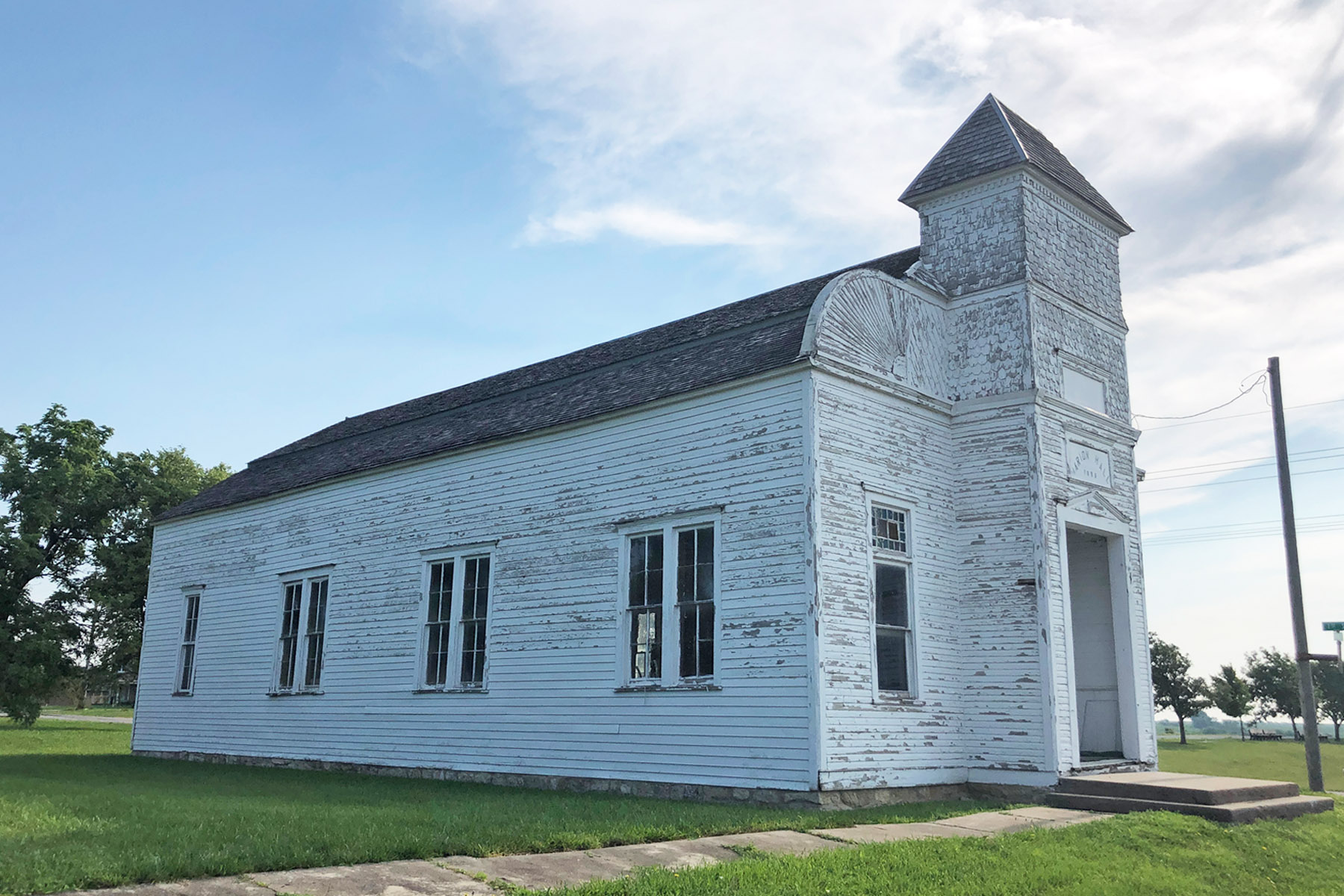
بایلیویل، کانزاس

بایلیویل (به انگلیسی: Baileyville) شهری در ایالت کانزاس کشور ایالات متحده آمریکا است که جمعیت آن در سرشماری سال ۲۰۱۰ میلادی، ۱۸۱ نفر بوده‌است.